# Chantelle Newbery
Chantelle Lee Michell-Newbery  (ur. 6 maja 1977) – australijska skoczkini do wody, dwukrotna medalistka olimpijska z Aten.
Brała udział w trzech igrzyskach (IO 00, IO 04, IO 08). W 2004 triumfowała w skokach z wieży, w synchronicznych skokach z trzymetrowej trampoliny zajęła trzecie miejsce. Partnerowała jej Irina Lashko. Była brązową medalistką mistrzostw świata w 1998 (trampolina 3 m), wielokrotnie stawała na podium Igrzysk Wspólnoty Narodów w różnych konkurencjach w latach 1998–2006 (m.in. dwa złote medale).
Jej mąż, Robert Newbery, także był medalistą olimpijskim.